# Steven Swanson
Steven Ray Swanson (Siracusa, Nueva York, 3 de diciembre de 1960) es un ingeniero y astronauta estadounidense.
Steven ha recibido numerosos premios y honores. Estos incluyen el NASA Exceptional Achievement Medal y el Certificado de JSC Alojamiento y muchos otros. Antes de convertirse en astronauta de la NASA, Swanson trabajó para GTE en Phoenix, Arizona, como ingeniero de software. Steve ha volado 2 vuelos de los transbordadores, STS-117 y STS-119. Ha registrado más de 643 horas en el espacio y completado 4 caminatas espaciales por un total de 26 horas y 14 minutos. Steve también ha servido en otros papeles en la NASA, como un CAPCOM tanto para la Estación Espacial Internacional como las misiones del transbordador espacial.

## Primeros años
Aunque nació en Siracusa, Nueva York, Swanson considera Steamboat Springs (Colorado) como que sea su hogar. Se graduó de la Steamboat Springs High School en 1979, y pasó a la Universidad de Colorado para recibir una licenciatura de ingeniería física en 1983. En 1986, recibió un máster de ciencias aplicadas en sistemas informáticos de la Universidad Atlántica de Florida.  Más tarde recibió un doctorado en informática de Universidad de Texas A&M en 1998.
Swanson está casado y tiene 3 hijos.

## Carrera en la NASA
Su primera misión fue STS-117, que fue lanzado en junio de 2007. Era especialista de misión en este vuelo, que también sirvió como ingeniero de vuelo. También se desempeñó como especialista de misión y caminante espacial principal en STS-119, STS-119 lanzado el 15 de marzo de 2009 y aterrizó el 28 de marzo de 2009.

## Firefly y Serenidad
Steven Swanson es un fan de Joss Whedon de  Serenidad y Firefly. Añadió copias de la película y decodificador de la serie de televisión a la biblioteca de película de la ISS el STS-117 en junio de 2007.